# Grzybowo (Września)
Pour les articles homonymes, voir Grzybowo.
Grzybowo (prononciation : [ɡʐɨˈbɔvɔ]) est un village polonais de la gmina de Września dans le powiat de Września de la voïvodie de Grande-Pologne dans le centre-ouest de la Pologne.
Il se situe à environ 6 kilomètres au nord de Września (siège de la gmina et du powiat) et à 50 kilomètres à l'est de Poznań (capitale régionale).

## Histoire
De 1975 à 1998, le village faisait partie du territoire de la voïvodie de Poznań.

Depuis 1999, Grzybowo est situé dans la voïvodie de Grande-Pologne.

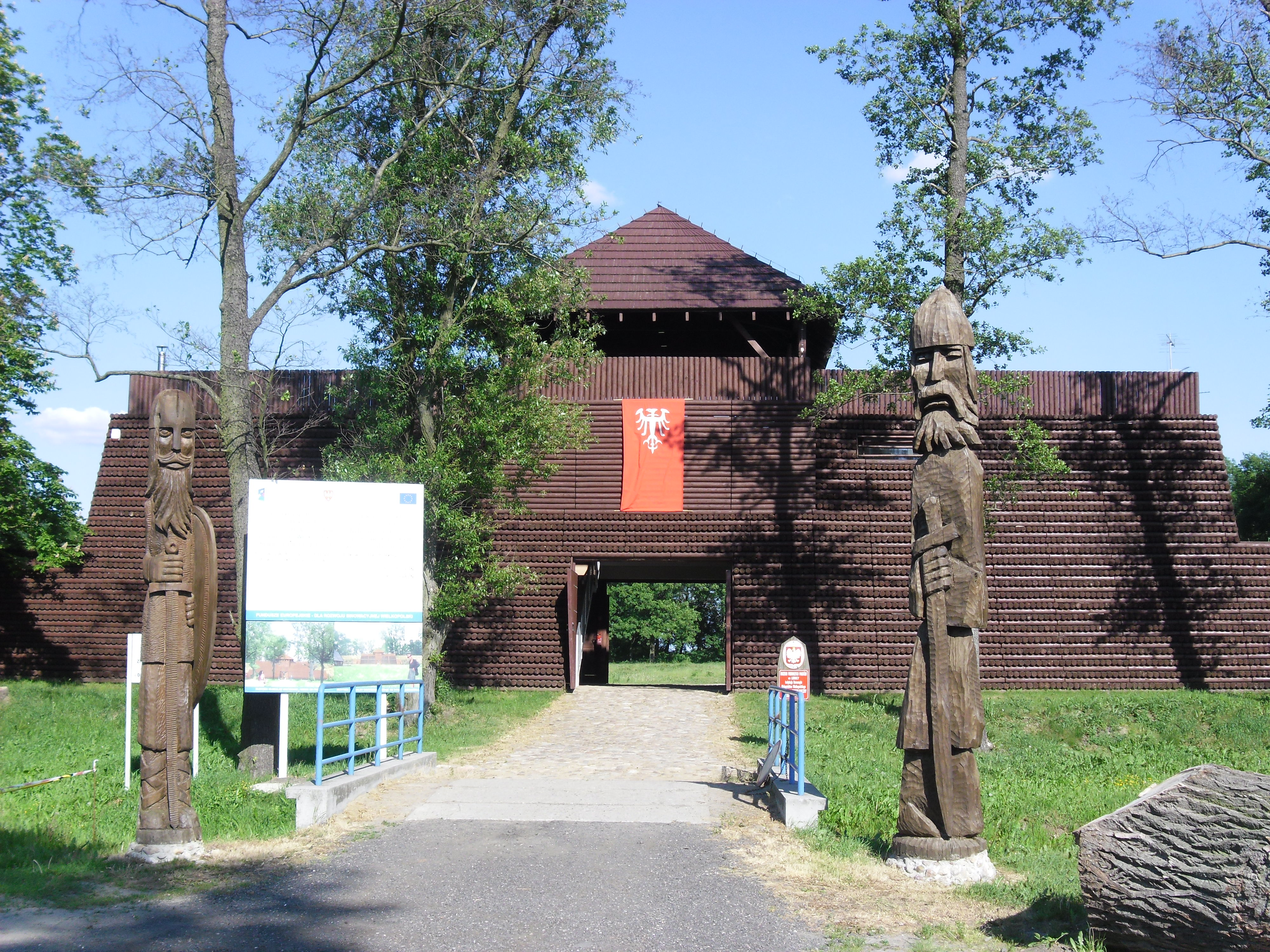
Les fortifications du Xe siècle.
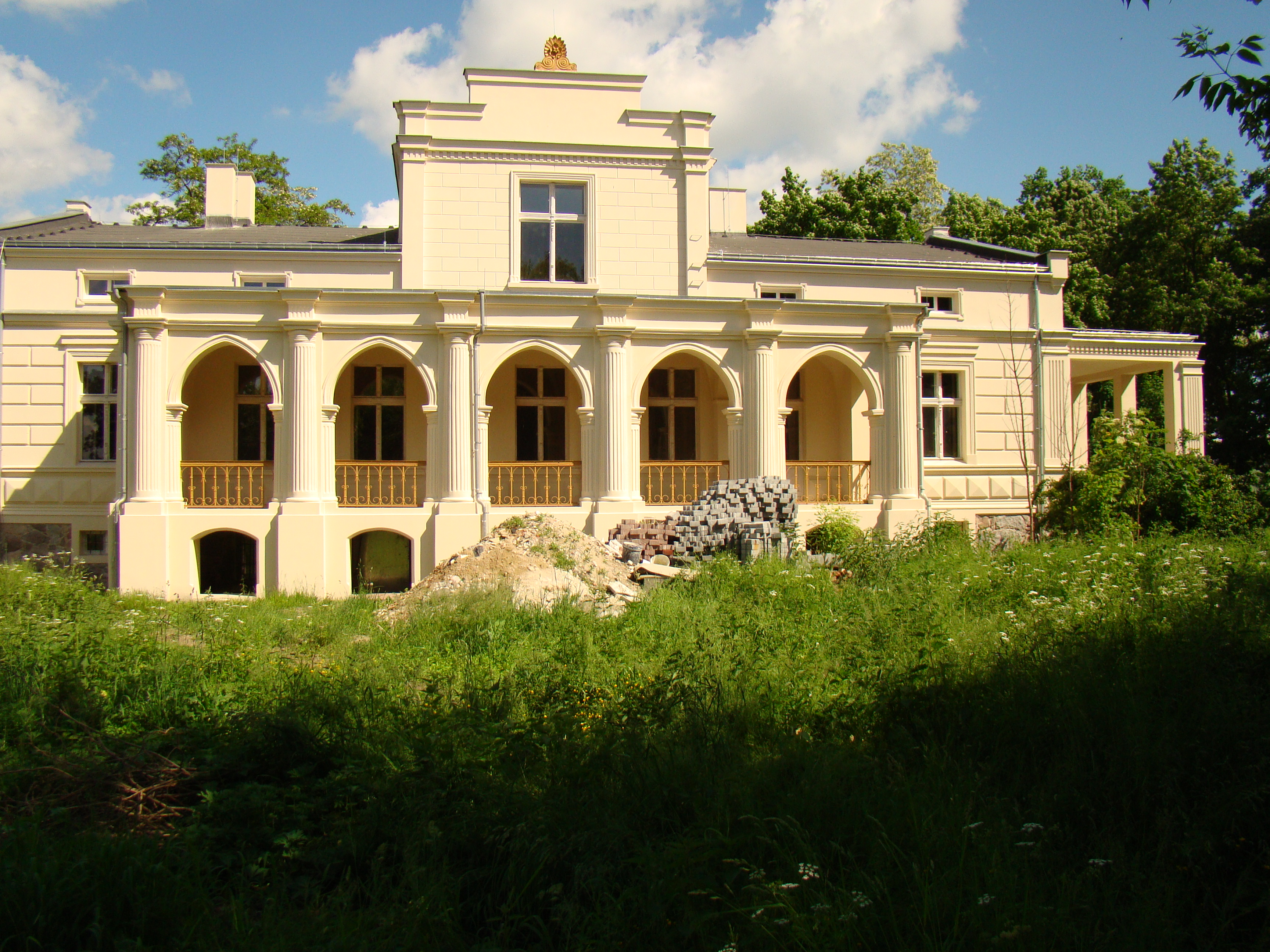
Le manoir.
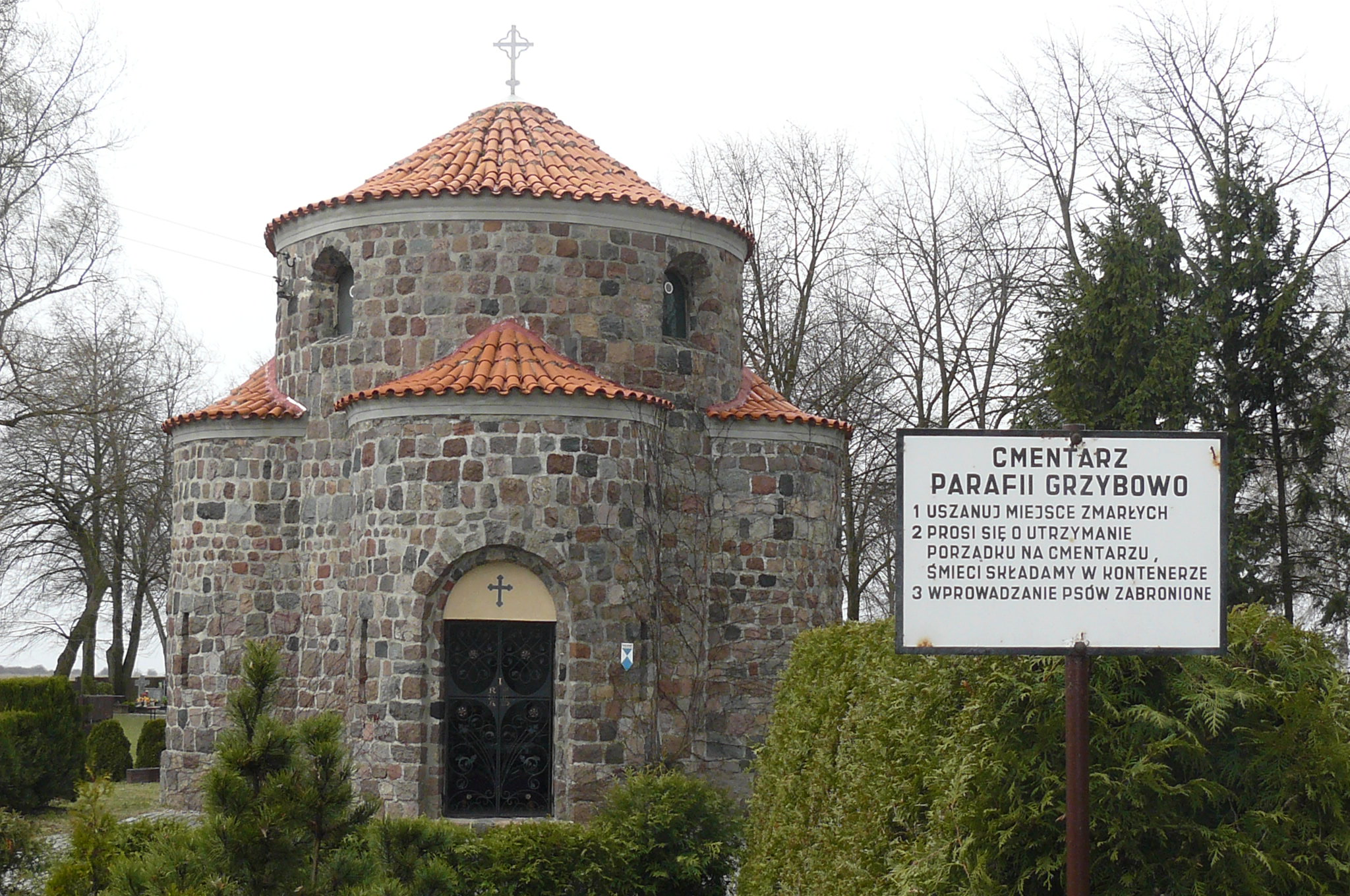
La chapelle cimetériale.